# Ride for You (Danity Kane)
Ride for You è una canzone Pop e R&B e scritta da Bryan Michael Cox, Kendrick Dean, Adonis Stropshire per l'album di debutto delle Danity Kane, intitolato Danity Kane e pubblicato il 22 agosto 2006.
La canzone è stata pubblicata come secondo singolo dell'album il 11 dicembre 2006 negli Stati Uniti, mentre in Europa è stata pubblicata il 2 febbraio 2007. La canzone fu scelta come secondo singolo in seguito ad un sondaggio attraverso e-mail, MySpace, e il sito web ufficiale del gruppo. Il singolo non ha avuto molto successo, infatti negli Stati Uniti Ride for You è riuscita solamente a raggiungere la posizione numero 78 della Billboard Hot 100.

## Video
Il video musicale di Ride for You è stato diretto da Marcus Raboy ed è stato girato in varie locations di Los Angeles, in California, il 3 novembre 2006. Il video è stato trasmesso Total Request Live, il 5 dicembre 2006.
Nel video abbiamo il susseguirsi delle quattro stagioni. Il video comincia con Aundrea Fimbres che lascia la sua casa durante l'estate. Lungo la strada viene raggiunta da Aubrey O'Day. Nella scena successiva, le due si uniscono a Dawn Richard, sotto un grande ombrello in quanto sta piovendo. Le tre poi si ritrovano in pieno inverno dove trovano Shannon Bex e D. Woods. Le cinque cantano il ritornello e mentre passeggiano su un viale albero in primavera. Alla fine le Danity Kane si incontrano con i loro fidanzati e il video si conclude con i primi piani di ognuna delle ragazze. Il video ha raggiunto la posizione numero 5 su TRL.
Prima della sua uscita ufficiale, venne mandato in onda un dietro le quinte del video in cui viene mostrato una sequenza in cui Shannon fa un pezzo di danza classica. Molti fan chiesero che questa scena diventasse la fine del video, cosa che invece non è accaduta.

## Tracce
Il singolo è stato pubblicato in diverse versioni:
1. "Ride for You" (Album Version)
2. "Ride for You" (Video)

CD Promozionali
1. "Ride for You" (Radio Edit)
2. "Ride for You" (Album Version)
3. "Ride for You" (Instrumental)

Remix Ufficiali
1. Album Version - 4:11
2. Radio Edit - 3:58
3. Instrumental - 4:11
4. Lenny Ridin' Club Remix - 6:43
5. Brutal Bill Mix - 7:24
6. Josh Harris Club Mix - 7:07
7. Sultry Remix - 4:14 (Findable on the official site of the remixer, Pull[3])

## Classifiche
| Classifica                           | Posizione massima |
| ------------------------------------ | ----------------- |
| U.S. Billboard Hot 100               | 78                |
| U.S. Billboard Hot R&B/Hip-Hop Songs | 5                 |
| U.S. Billboard Pop 100               | 20                |
| U.S. Billboard Rhythmic Top 40       | 67                |

## Date di pubblicazione
- 11 dicembre 2006
- 2 febbraio 2007